# Martin Heidegger
För andra betydelser, se Heidegger (olika betydelser).
Martin Heidegger, född 26 september 1889 i Messkirch, död 26 maj 1976 i Freiburg, var en framstående tysk filosof, som är känd för sina bidrag till fenomenologin, hermeneutiken och existentialismen. 
Hans magnum opus från år 1927, Varat och tiden (även översatt Vara och tid), räknas som ett av 1900-talets mest betydande filosofiska verk.

## Biografi

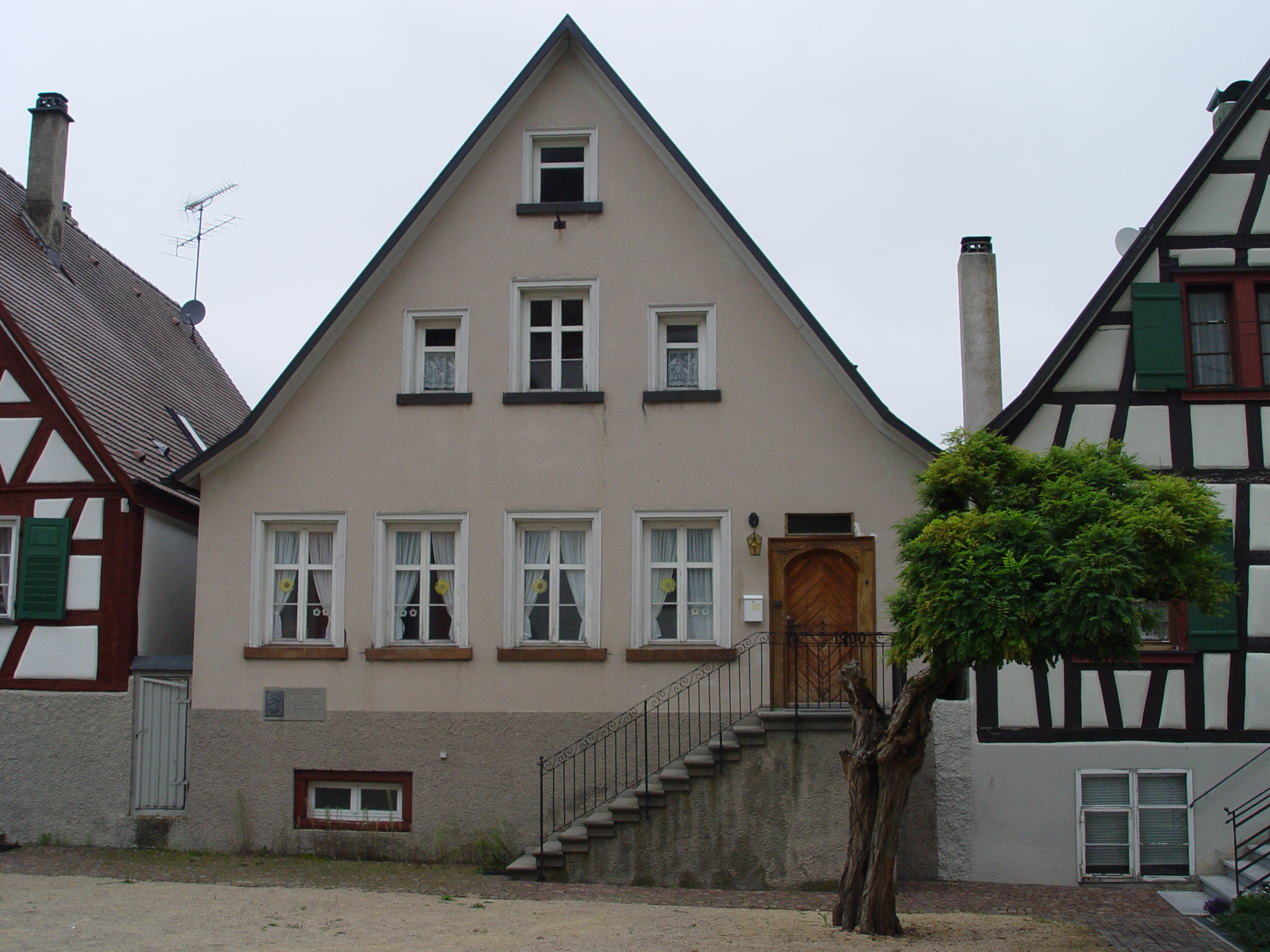
Heideggers födelsehus.

Heidegger kom från enkla förhållanden; hans far var tunnbindare och kyrkvaktmästare, modern från en bondfamilj. Han föddes i en byggnad som revs under 1890-talet. Prosten i Messkirch uppmärksammade hans läshuvud varvid hans skolgång möjliggjordes genom olika stipendier; först i det ärkebiskopliga gymnasieinternatet Kontadihusen i Messkirch, därefter i internatet Bertoldgymnasiet i Konstanz samt i det ärkebiskopliga gymnasieinternatet S:t Georg i Freiburg im Breisgau.
Heideggers föräldrar var katoliker. Själv påbörjade han en utbildning med sikte mot prästämbetet i Messkirch, Konstanz och i Freiburg. Det senare var ett fritt gymnasium efter att 1604–1773 ha varit ett jesuitkollegium. Han avklarade med glans examen 1909. Därefter påbörjade han sitt novitiat i Feldkirch (Voralberg, Österrike). Detta avbröts dock tidigt på grund av hjärtbesvär.
Intresset vändes istället mot matematiken och naturvetenskapen och slutligen mot filosofin, i synnerhet Edmund Husserls fenomenologi. Heideggers doktorsavhandling i filosofi färdigställdes 1913 och efter disputationen började han två år senare att föreläsa vid universitetet i Freiburg.
När Husserl 1916 blev professor i Freiburg lärde de båda känna varandra. Även Sein und Zeit (1927) (i svensk översättning 1981: Varat och tiden, nyöversättning 2013 Vara och tid), Heideggers magnum opus, tillägnades Husserl. År 1928 efterträdde Heidegger honom som professor i filosofi i Freiburg efter att ha undervisat i Marburg från 1923 till 1928.
Heidegger gick med i NSDAP strax efter Adolf Hitlers maktövertagande 1933 och kvarstod som medlem till Tysklands fall 1945. Mycket har skrivits om Heidegger och nazismen och hur detta har påverkat hans filosofi, men ingen tydlig konsensus har nåtts. Såväl hans lärare Edmund Husserl liksom hans elever Hannah Arendt – vilken blev hans älskarinna – och Herbert Marcuse, var exempelvis av judisk börd.
Heidegger önskade att positionera sig själv som nazistpartiets partifilosof, men till följd av att hans filosofi var väldigt intrikat och att han opponerade sig mot Alfred Rosenberg, som också önskade samma post, begränsades Heideggers inflytande. Från november 1944 – enrolleringen till Hitlers folkstorm – till 1951 bedrev Heidegger ingen undervisningsverksamhet, då också franska ockupationsmakten utfärdade ett undervisningsförbud som ett led i politisk upprensning.
När Heidegger avled i sitt hem 1976 i Freiburg efterlämnade han en litterär kvarlåtenskap motsvarande cirka 100 volymer. Dock är Heideggers kvarlåtenskap spärrad på obestämd tid i Tyska litteraturarkivet i Marbach am Neckar.

## Filosofi
Neologismerna och de etymologiska utflykterna är legio i Heideggers verk, varför översättningar riskerar att göra det abstrusa ännu mer abstrust. Med detta aber ur världen kan man se närmare på Heideggers kärnproblem och hans begreppsapparat. Problemet är för Heidegger ontologiskt, medan det för Husserl är epistemologiskt; angreppsättet är dock för båda fenomenologiskt. I boken Varat och tiden ställer så Heidegger ”vara-frågan”.

### Varat
Varför är (grekiska: ων, on) Varat (tyska: das Sein) och inte intigheten (Nichtsheit)? Det är tingens grund och ursprung som söks av Heidegger. Vem som ställer frågan bör dock klargöras; det är Dasein (ibland Da-sein), tillvaron (människan). Likaså bör hur vi frågar klargöras; det är orden och språket i vilka tingen blir och är. När vi söker artikulera varandet i fenomenet som vi känner och vet finns misslyckas vi, men vi måste fråga. Härifrån stammar vår existens, där existens skall förstås ex-sistentia, latin för ”framträdandet ur”.
Vi har glömt att förundras över Varat, vara-frågan (die Seinsfrage) framstår som tomt nonsens. Härifrån utgår de etymologiska utflykterna. Ett exempel är hur grekerna kallade Varat parousia, vilket översätts med "substans" men som Heidegger menar betyder ”hemort, hemmastaddhet, … en fullständig närvaro eller därhet”, kort och gott tyskans Anwesen.

### Varat och tiden

Huvudbegrepp från Varat och Tiden.

Den följande framställningen centreras kring vissa av Heideggers filosofiska nyckeltermer, så som de kommer till uttryck i Sein und Zeit. Heidegger är en civilisationskritiker och en synnerligen radikal sådan. All filosofi från Platon och framåt har tänkt i fel kategorier, menar Heidegger. En radikal kulturkritik måste starta från tiden före Platon och nya termer måste skapas för att distansera sig från ”korrumperade” termer såsom människa, själ och så vidare. Heidegger gör detta genom ett ”nyspråk”, som kan vara en stötesten för den oinvigde. Avsikten är att undersöka hur verkligheten egentligen ser ut, men det centrala temat i Sein und Zeit är att bedriva filosofisk antropologi (från grekiskans antropos, människa), det vill säga att undersöka och förstå människans plats i världen.

### Dasein
Heidegger kallar människan för ”Dasein” (”härvaron”, ”tillvaron”; hädanefter används ordet Tillvaron) och betonar att Tillvaron inte är ett ting eller som hos René Descartes ett ”tänkande ting”. Istället kännetecknas Tillvarons vara av att Tillvaron existerar, vilket gör att hon kan förhålla sig till sig själv. Ett ting som vi ser på avstånd och utgör ett rent betraktande är ”förhanda”, men ett ting kan också vara till hands, som ett bruksting, och det är då tillhanda.

### Existentialer
För att sammanfatta människans existens använder sig Heidegger av termen ”existentialer”. Tillvarons i-världen-varo utgör en existential som Tillvaron inte kommer undan. Det finns många existentialer som vi alltid bär med oss. Exempel: omsorgen (Sorge), befintlighet, förståelse, skuld, vara-till-döden, och som en underliggande existential finns tiden – tidslighet.

### Värld
”Da-sein” är ”här” (da) i Varat, det som är, vilket gör att Tillvaron alltid har en fast utgångspunkt varifrån Tillvaron riktar sig mot omvärlden. Tillvaron befinner sig alltid i en värld. Världen är aldrig ren natur, utan tolkas alltid som något, som en speciell värld. Detta gör att Heidegger kan tala om ”världens världslighet”. Vinden är inte ren natur utan vind i seglen, skogen är kulturskog, berget är ett stenbrott, floden är vattenkraft. Det finns modevärlden, schackvärlden, finansvärlden men också givetvis världar vi inte har något namn för. Heidegger kommer så in på världens donkaraktär. Tillvaron är en handlande varelse, en ”praxisvarelse”, som förstår saker genom att göra saker. Förstå blir i första hand att förstå-sig-på saker som är tillhanda. Detta gör Tillvaron via existentialen omsorg, som kanske hellre skulle benämnas ”sörjet”, för att betona det dagliga bestyret. Don och ”tyg” (Zeug) (jämför med verk-tyg) är normalt bruksting Tillvaron använder för att förstå sig på världen, men även solen till exempel kan vara ett tyg, då vi använder solen för att mäta tid eller använder solen för att bestämma position på havet. Tygen ingår i ett brukssammanhang. Donsammanhanget lyser fram redan från början i kringsynen och ”konstruerar” världen.

### Befintlighet
Tillvarons i-världen-varo innebär att hon alltid befinner sig ”här” (”da” - i nuet). Befintlighet är en aspekt av Tillvarons existens, som innebär att vi är inkastade i ett sammanhang. Denna ”kastadhet” (Geworfenheit) utgör en passiv aspekt av människans vara, men Tillvaron kan också agera aktivt utifrån sin situation och göra ”ut-kast”, till exempel spika upp en tavla. Denna befintlighetens dubbla aspekt kallar därför Heidegger för Tillvarons ”kastade-kastadhet”. Men det finns också en tredje aspekt av Tillvarons befintlighet, nämligen att hon är ”stämd”. Vi kan säga att en människa i en situation befinner sig väl, att hon hyser välbefinnande. I sin förståelse av situationen har Tillvaron en stämning (Stimmung).

### Ångest
Alla känslostämningar är riktade mot något. En affekt kan handla om att vara rädd för en hund, en buse, att åka flygplan. Visserligen kan vi i vardagsspråket säga: ”Jag har ångest för tentan i morgon”, men Heidegger menar att ångest är en föremålslös känsla. Om den är riktad, så är den riktad mot världen själv. Ångesten har inget objekt den fruktar för, utan det är för världen själv som Tillvaron ängslas. I ångesten uppenbaras att Tillvarons värld och betydelsesammanhang kan ersättas av en annan tolkning. Ur ångesten följer ett trängande behov att göra ett nytt utkast utifrån vilken världen kan förstås. Därmed kan Tillvaron ges en ny inriktning i sitt avtäckande av Varat. Ångesten kan därför vara en ”befriande” stämning.

## Svenska uttolkare
I en svensk kontext är professor Hans Ruin en av de mest etablerade uttolkare som existerar angående Heideggers filosofi.

## Svenska översättningar
- Teknikens väsen och andra uppsatser (Vorträge und Aufsätze och Die Technik und die Kehre) (översättning Richard Matz, Rabén & Sjögren, 1974)
- Varat och tiden (Sein und Zeit) (översättning Richard Matz, Doxa, 1981)
- Konstverkets ursprung (Der Ursprung des Kunstwerkes) (översättning Richard Matz, Daidalos, 1990)
- Linjen (översättningar: Daniel Birnbaum [m.fl.], Propexus, 1993) [innehåll: Över linjen / av Ernst Jünger. Om varafrågan / av Martin Heidegger]
- Identitet och differens (Identität und Differenz) (översättning Daniel Birnbaum och Sven-Olov Wallenstein, Thales, 1996)
- Brev om humanismen (Brief über den "Humanismus") (översättning Daniel Birnbaum och Sven-Olov Wallenstein, Thales, 1996)
- Till tänkandets sak (Zur Sache des Denkens) (översättning Daniel Birnbaum och Sven-Olov Wallenstein, Thales, 1998)
- Metafysiken som Varats historia (Die Metaphysik als Geschichte des Seins) (översättning Daniel Birnbaum och Sven-Olov Wallenstein, Thales, 1998)
- Konstverkets ursprung (Der Ursprung des Kunstwerkes) (översättning Sven-Olof Wallenstein, Daidalos, 2005)
- På väg mot språket (Unterwegs zur Sprache) (översättning Sven-Olov Wallenstein, Ola Nilsson, Drucksache, 2012)
- Vara och tid (Sein und Zeit) (översättning Jim Jakobsson, Daidalos, 2013)